# Championnat du Cameroun de football 1990
Navigation
Saison précédente Saison suivante
La saison 1990 du Championnat du Cameroun de football était la 30e édition de la première division camerounaise, la MTN Elite 1. Les équipes sont regroupées au sein d'une poule unique, où chaque équipe affronte tous les adversaires de sa poule 2 fois, à domicile et à l'extérieur.
C'est l'équipe de l'Union Douala qui termine en tête du championnat cette année. C'est le 4e titre de champion de son histoire. 

## Les 16 clubs participants
| - Dynamo Douala - Tonnerre Yaoundé - Canon Yaoundé - Union Douala - Unisport Bafang - Elecsport Limbé - Promu de D2 - Aigle royal de Dschang - Promu de D2 - Caïman de Douala | - Panthère du Ndé - Camark Bamenda - Racing Club Bafoussam - Diamant Yaoundé - Colombe de Sangmélima - Prévoyance Yaoundé - Unité Douala - Promu de D2 - PWD Kumba |

## Compétition

### Classement
| Rang | Équipe                     | Pts | J  | G  | N  | P  | Bp | Bc | Diff |
| ---- | -------------------------- | --- | -- | -- | -- | -- | -- | -- | ---- |
| 1    | Union Douala               | 59  | 30 | 17 | 8  | 5  | 43 | 24 | +19  |
| 2    | Prévoyance Yaoundé         | 47  | 30 | 13 | 8  | 9  | 37 | 29 | +8   |
| 3    | Panthère du Ndé            | 47  | 30 | 13 | 8  | 9  | 33 | 26 | +7   |
| 4    | Tonnerre Yaoundé (C)       | 44  | 30 | 11 | 11 | 8  | 31 | 27 | +4   |
| 5    | Canon Yaoundé              | 43  | 30 | 11 | 10 | 9  | 37 | 26 | +11  |
| 6    | Diamant Yaoundé            | 41  | 30 | 10 | 11 | 9  | 34 | 25 | +9   |
| 7    | Racing Club Bafoussam (T)  | 40  | 30 | 10 | 10 | 10 | 28 | 25 | +3   |
| 8    | Unisport Bafang            | 38  | 30 | 8  | 14 | 8  | 25 | 27 | -2   |
| 9    | Cammark Bamenda            | 37  | 30 | 8  | 13 | 9  | 26 | 30 | -4   |
| 10   | Colombe Sangmélima         | 36  | 30 | 7  | 15 | 8  | 20 | 22 | -2   |
| 11   | Caïman de Douala           | 36  | 30 | 9  | 9  | 12 | 33 | 31 | +2   |
| 12   | Unité Douala (P)           | 36  | 30 | 8  | 13 | 9  | 20 | 24 | -4   |
| 13   | PWD Kumba                  | 35  | 30 | 10 | 5  | 15 | 24 | 41 | -17  |
| 14   | Dynamo Douala              | 33  | 30 | 6  | 15 | 9  | 23 | 33 | -10  |
| 15   | Aigle Royal de Dschang (P) | 32  | 30 | 7  | 11 | 12 | 20 | 29 | -9   |
| 16   | Elecsport Limbé (P)        | 28  | 30 | 6  | 10 | 14 | 28 | 35 | -7   |

|  | Qualifié pour la Coupe des clubs champions africains 1991 |
|  | Qualifié pour la Coupe des Coupes 1991                    |

## Bilan de la saison
| Tableau d'Honneur                   |                    |
| Compétition                         | Vainqueur          |
| Championnat du Cameroun de football | Union Douala       |
| Coupe du Cameroun                   | Prévoyance Yaoundé |

| Qualifications continentales             |                    |
| Coupe des clubs champions africains 1991 | Qualifié           |
| Premier tour                             | Union Douala       |
| Coupe des Coupes 1991                    | Qualifiés          |
| Premier tour                             | Prévoyance Yaoundé |

| Promotion et relégation |                                                               |
| Relégués en 2e division | Dynamo Douala Aigle royal de Dschang Elecsport Limbé          |
| Promus en MTN Elite 1   | Vautour Dschang Maiscam Ngaoundéré Union sportive Abong-Mbang |